# Viande de lapin

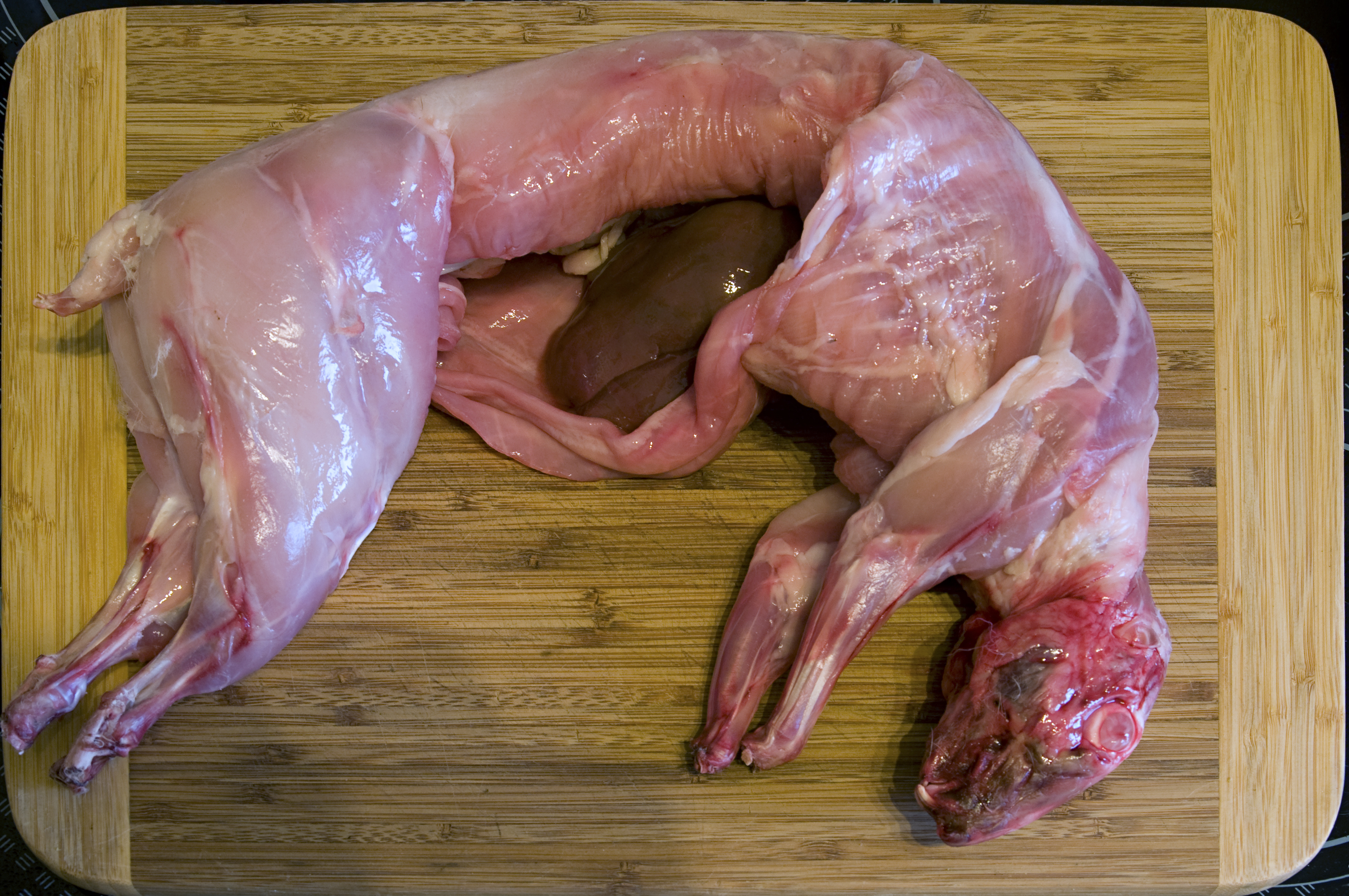
Carcasse de lapin.

La viande de lapin est un produit agricole d'élevage fermier ou spécialisé (cuniculture) ou issu de la chasse au lapin. Cette viande est généralement issue de l'espèce Oryctolagus cuniculus, que ce soit le lapin de garenne sauvage ou le lapin domestique.

## Origines
La consommation de viande de lapin est très ancienne. Ainsi, les ossements découverts sur des sites d'habitat indiquent que le lapin était la principale source d'alimentation carnée en Provence aux alentours du VIIIe et du VIIe millénaire av. J.-C. L'importance du lapin dans l'alimentation a fortement régressé au cours du Mésolithique, puis au Bronze moyen et à l'Âge du fer au point de presque disparaître. L'intérêt pour la production de viande de lapin est surtout née avec la consommation des laurices à compter de l'époque romaine. Plus tard, le lapin s'est révélé une bonne solution pour obtenir de la viande à disposition des habitants des villes sans nécessiter de surfaces cultivables lors de la révolution industrielle. La viande de lapin présente des caractéristiques intéressantes pour l’alimentation humaine, elle est riche en protéines et pauvre en lipides et en cholestérol. Par ailleurs, elle est bien pourvue en minéraux mais pas en sodium, et apporte des omega 3.

## Cuisine

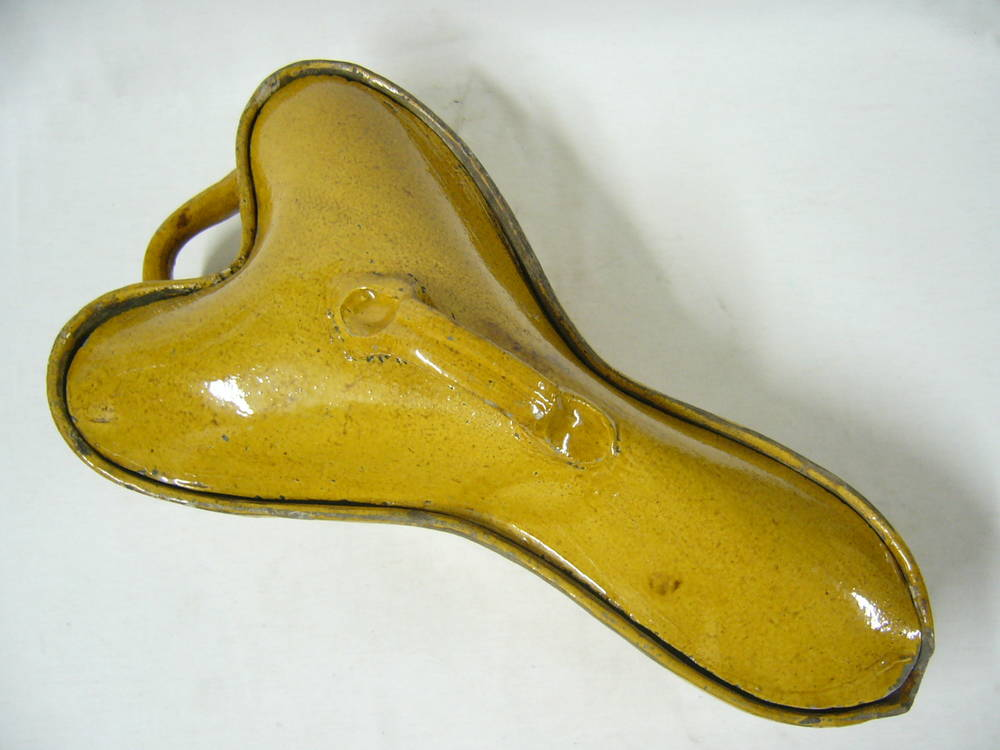
Poêle à lièvre allemande du XIXe siècle adaptée à la position des pattes arrière de l'animal.
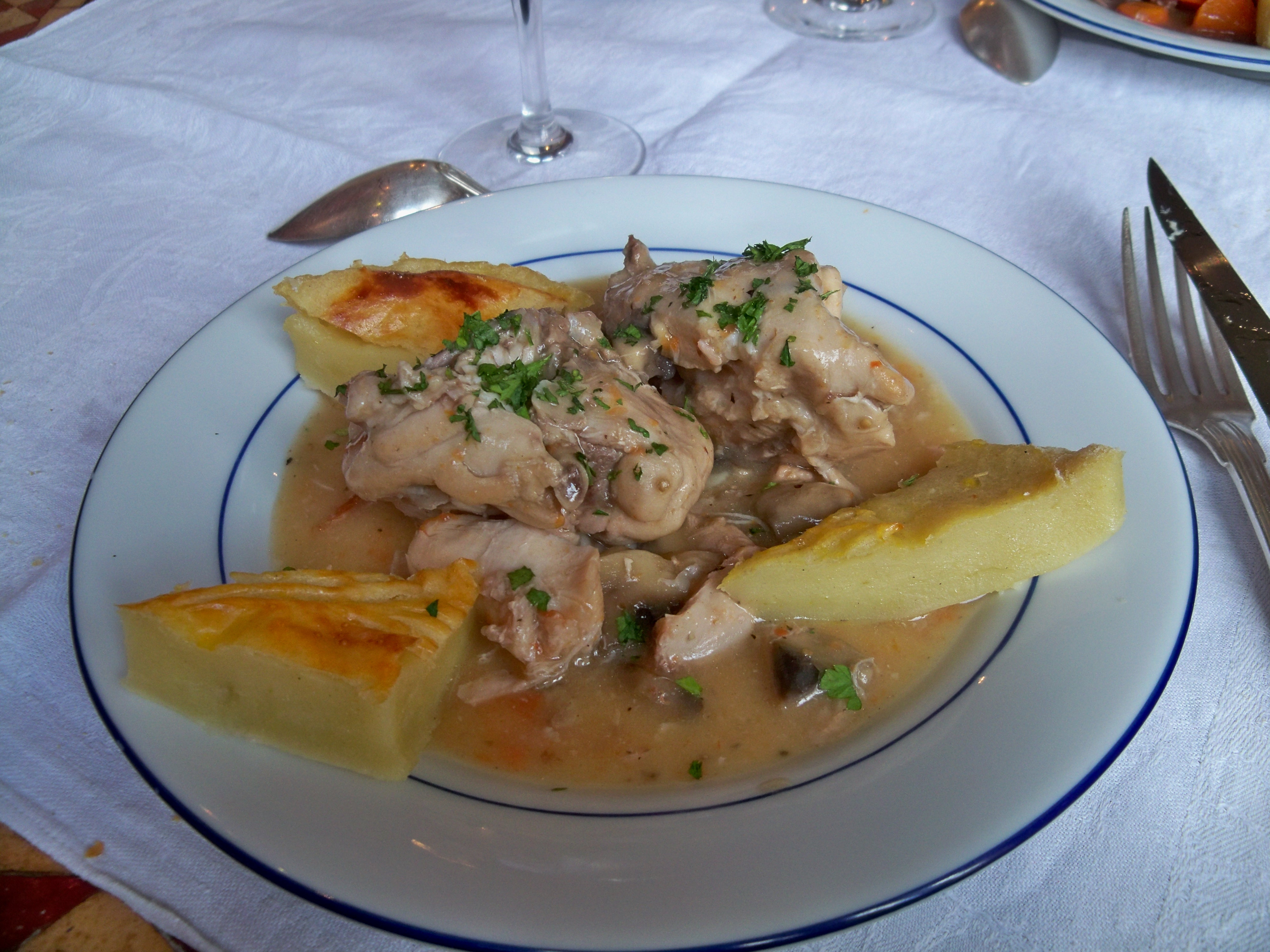
Lapin aux champignons.
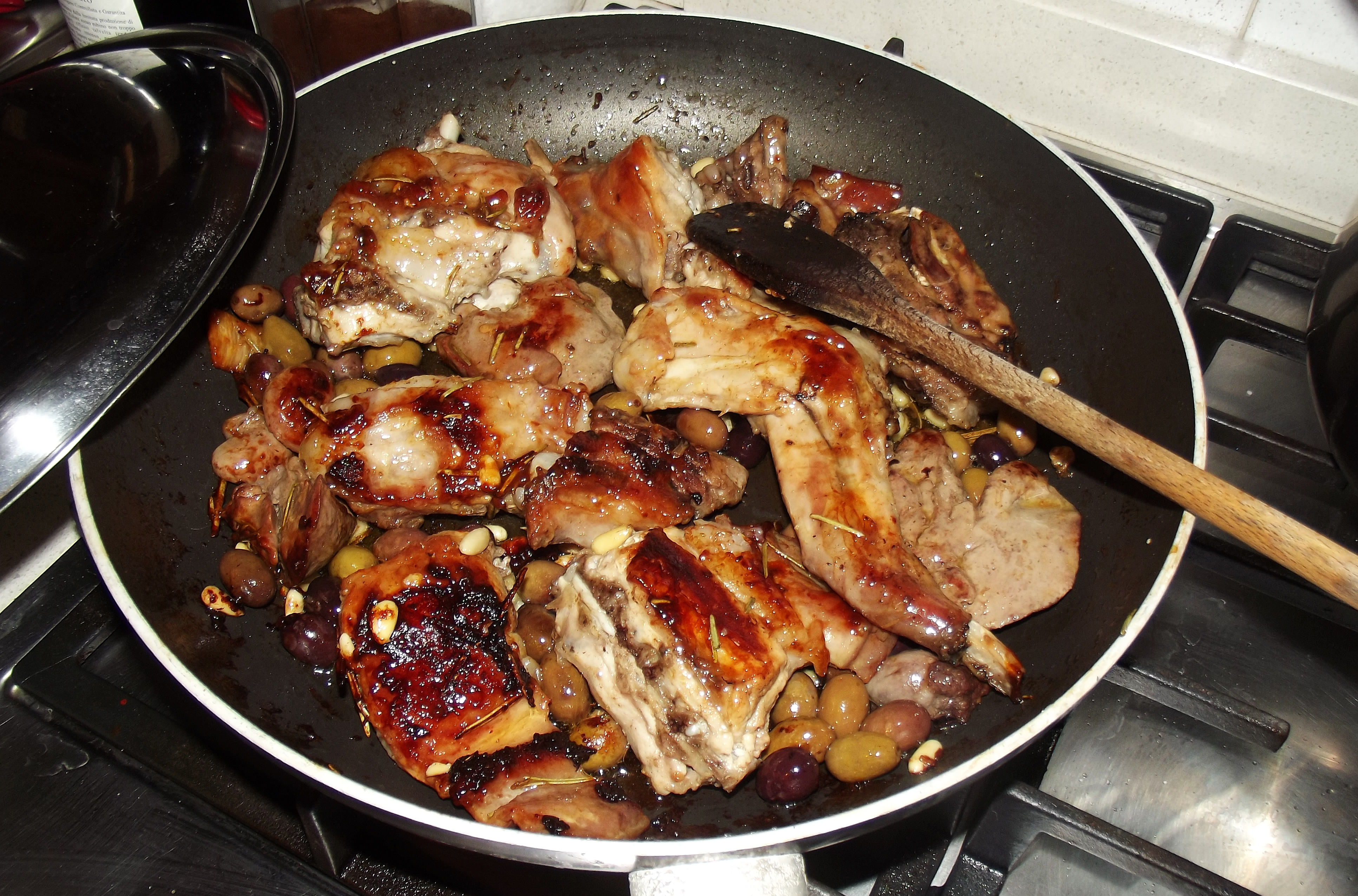
Lapin à la ligurienne (avec olives et pignons de pin).

- Civet de lapin
- Lapin à la liégeoise
- Lapin à la tournaisienne
- Lapin au cidre
- Laurices
- Pâté de lapin, etc.

La viande de lapin est classée professionnellement et administrativement[réf. nécessaire] parmi la volaille.

## Économie
En 2008, la production mondiale de viande de lapin est estimée à 1,2 million de tonnes par la FAO, avec une augmentation de 13,5 % depuis 2000. Quatre pays se partagent 72 % de la production mondiale : la Chine (450 000 tonnes), l'Italie (225 000 tonnes), l'Espagne (108 000 tonnes) et la France (80 000 tonnes). L'Union européenne à 25 est la première zone de production avec 515 000 tonnes produites. La production de viande de lapin reste toutefois modeste comparée à d’autres, et ne représente que 1,2 % de la viande produite en Union européenne. La consommation de viande de lapin est limitée à quelques pays tels que la France et ses pays limitrophes, notamment la Belgique, l'Espagne et l'Italie, mais aussi la Chine où cette production s'est beaucoup développée sans que l'on sache comment elle y a été introduite. En Angleterre, la consommation de lapin s'était développée au début du XIXe siècle mais fut très vite abandonnée car son élevage comme animal de compagnie en a fait un interdit alimentaire. Dans la plupart des autres pays, il n'existe pas de culture quant à la préparation de cette viande en cuisine. Même en France où la consommation est l'une des plus fortes avec 1,2 kg de viande consommés par habitant et par an, elle reste modeste. Seuls 45 % des ménages consomment du lapin en 2003, et la plupart en achètent une seule fois par an (8 % en achètent plusieurs fois par an). Cette consommation concerne principalement une population assez âgée. Le lapin est surtout acheté en grande surface sous forme de lapin entier. Les découpes tendent à se développer mais ne représentaient que 26 % des ventes en 2003. En 2014, la France est nette importatrice de viande de lapin, d'après les douanes françaises. Le prix à la tonne à l'import était d'environ 3 000 €.
La peste porcine africaine, une épizootie qui décime les cochons, arrive en Chine au début du XXIe siècle, obligeant à procéder à des abattages massifs en 2018, ce qui provoque l'envol du prix de la viande de porc. Les Chinois qui en étaient les plus gros consommateurs se rabattent alors sur la chair de lapin et de chien, moins onéreuses malgré les importations massives de porc.

## Conditions d'élevage

### En cuniculture
En France, l'association « L214 Éthique & Animaux » dénonce le fait que 99 % de la production française de viande de lapin dévolue au commerce soit issue d'élevages cunicoles intensifs où les bêtes sont maintenues dans des cages exiguës au sol grillagé ne laissant pas assez de place pour que celles-ci puissent se redresser. Plus de 40 millions de lapins sont élevés ainsi, source d’inconfort permanent et de blessures aux pattes. Les élevages comptent en moyenne plus de 6 000 animaux. 
L'association L214 écrit ainsi : « Les lapines vivent isolées les unes des autres et sont inséminées 10 jours après chaque mise bas. Dès la naissance, les petits sont triés : ils sont répartis en fonction de leur taille et de leur poids. Les malades, les plus petits et ceux en surnombre sont assommés sur le rebord d'une caisse ; il arrive que certains agonisent ensuite au milieu des mort-nés. Pourtant, un quart des lapins meurent avant d’atteindre l’âge où ils sont abattus. Vers deux mois et demi, les lapins sont entassés dans des caisses et conduits à l’abattoir. »
L'Institut français d'opinion publique (IFOP) déconseille en 2018 de « sortir les consommateurs de leur ignorance quant aux conditions d’élevage », estimant que la présentation d'images issues d'élevages professionnels nuit à la vente de viande de lapin. Il recommande de s'affranchir, sur l'emballage du produit, de précisions concernant le mode d'élevage des lapins.
En 2008 en Suisse, l'association de protection des animaux alémanique Kagfreiland obtient des grands distributeurs suisses (Migros, Coop, Manor, Globus, Denner) qu'ils cessent la commercialisation de viande de lapin d'élevages utilisant des cages provenant de France, d'Italie ou de Hongrie.